# CN Blue
CNBLUE (씨엔블루) ist eine südkoreanische Boyband der zweiten K-Pop-Generation, die 2009 von dem Label FNC Entertainment in Seoul gegründet wurde.

## Geschichte
Bevor die Gruppe Anfang 2010 in Südkorea debütierte, waren CNBLUE bereits in Japan aktiv. Sie brachten zwei EPs heraus und machten durch Straßenkonzerte auf sich aufmerksam. Damals hatte Jonghyun die Rollen des Frontsängers und Leaders der Gruppe inne. In Südkorea wurde Yonghwa, der durch seine Rolle im Drama „You Are Beautiful“ zum Durchbruch verholfen hat, zum Leader gemacht. Nach ihrem ersten japanischen Mini-Album, Now Or Never, verließ Bassist Kwon Kwangjin überraschend die Band und wurde durch Jungshin ersetzt. Die Öffentlichkeit erfuhr im Oktober 2009 durch einen Eintrag auf dem Blog des Schlagzeugers Minhyuk davon.
Mit dem Mini-Album Now Or Never traten CNBLUE als Vorband bei F. T. Island-Konzerten auf. Am 25. November 2009 erschien dann ihr zweites Mini-Album Voice in Japan. Ihr Debüt in Südkorea gaben sie am 14. Januar 2010. Eine Woche zuvor begann das Label FNC Entertainment, die ersten Teaser zu veröffentlichen. Darin waren der Reihe nach alle Bandmitglieder zu sehen und es wurde erläutert, wofür der Bandname CNBLUE steht: CN ist eine Abkürzung für „Code Name“, während die Buchstaben von Blue für je einen der Mitglieder stehen: B (burning; brennend) für Jonghyun, L (lovely; lieblich) für Minhyuk, U (untouchable; unantastbar) für Jungshin und E (emotional) für Yonghwa.
I’m A Loner heißt der Song vom ersten südkoreanischen Mini-Album Bluetory, mit dem die Band in Musikshows zu sehen war. Am 19. Mai folgte ihre Nachfolgesingle Love mit dazugehörigem Musikvideo.
Im September machten sie ihr Comeback in Japan mit der Single I Don’t Know Why.
Die Musiker von CNBLUE sind beim selben Label wie F. T. Island unter Vertrag.

## Mitglieder

### Yonghwa
- Geburtsname: Jung Yong-hwa (Hangeul: 정용화)
- Geburtsdatum: 22. Juni 1989

### Minhyuk
- Geburtsname: Kang Min-hyuk (Hangeul: 강민혁)
- Geburtsdatum: 28. Juni 1991

### Jungshin
- Geburtsname: Lee Jung-shin (Hangeul: 이정신)
- Geburtsdatum: 15. September 1991

## Diskografie
Studioalben

| Jahr                       | Titel              | Höchstplatzierung, Gesamtwochen, AuszeichnungChartplatzierungen (Jahr, Titel, Platzierungen, Wochen, Auszeichnungen, Anmerkungen) | Höchstplatzierung, Gesamtwochen, AuszeichnungChartplatzierungen (Jahr, Titel, Platzierungen, Wochen, Auszeichnungen, Anmerkungen) | Anmerkungen                                                             |
| Jahr                       | Titel              | KR | JP | Anmerkungen                                                             |
| -------------------------- | ------------------ | --- | --- | ----------------------------------------------------------------------- |
| Südkoreanische Studioalben |                    | | |                                                                         |
|                            |                    | | |                                                                         |
| 2011                       | First Step         | KR1 (91 Wo.)KR | — | Erstveröffentlichung: 21. März 2011 Verkäufe KR: 134.732                |
| 2015                       | 2gether            | KR1 (14 Wo.)KR | — | Erstveröffentlichung: 14. September 2015 Verkäufe KR: 82.789, JP: 6.785 |
| Japanische Studioalben     |                    | | |                                                                         |
|                            |                    | | |                                                                         |
| 2010                       | ThankU             | — | JP90 (18 Wo.)JP | Erstveröffentlichung: 20. März 2010 Verkäufe JP: 10.237                 |
| 2011                       | 392                | — | JP6 (10 Wo.)JP | Erstveröffentlichung: 1. September 2011 Verkäufe JP: 26.642             |
| 2012                       | Code Name Blue     | KR33 (1 Wo.)KR | JP1 (9 Wo.)JP | Erstveröffentlichung: 29. August 2012 Verkäufe JP: 57,744, KR: 495      |
| 2013                       | What Turns You On? | — | JP2 (11 Wo.)JP | Erstveröffentlichung: 28. August 2013 Verkäufe JP: 52.989               |
| 2014                       | Wave               | — | JP3 (10 Wo.)JP | Erstveröffentlichung: 17. September 2014 Verkäufe JP: 42.080            |
| 2015                       | Colors             | — | JP1 (7 Wo.)JP | Erstveröffentlichung: 30. September 2015 Verkäufe JP: 35.897            |
| 2016                       | Euphoria           | — | JP2 (6 Wo.)JP | Erstveröffentlichung: 19. Oktober 2016 Verkäufe JP: 36.324              |
| 2017                       | Stay Gold          | — | JP3 (5 Wo.)JP | Erstveröffentlichung: 18. Oktober 2017 Verkäufe JP: 30.778              |
| 2023                       | Pleasures          | — | JP3 (6 Wo.)JP | Erstveröffentlichung: 25. Oktober 2023 Verkäufe JP: 12.004              |